# IC 2911
IC 2911 је двојна звијезда у сазвјежђу Лав која се налази на листи објеката дубоког неба у Индекс каталогу.
Деклинација објекта је + 12° 58' 41" а ректасцензија 11h 32m 5,3s.